# Água Azul do Norte
Água Azul do Norte is een gemeente in de Braziliaanse deelstaat Pará. De gemeente telt 31.216 inwoners (schatting 2009).